# Thorsten Knobbe
Thorsten Knobbe (* 1970) ist ein deutscher Führungskräfte- und Karriereberater, Ratgeberautor und Hochschuldozent.

## Leben
Knobbe absolvierte an der Universität Siegen ein Lehramtsstudium für die Fächer Deutsch und Englisch und verbrachte ein Semester an der Aston University (Birmingham). Er wirkte nach dem Referendariat als Gymnasiallehrer und verfasste außerdem in einem Schulklassenprojekt sein erstes Buch über beruflichen Erfolg. 1999 gründete er eine Internet-Serviceseite zu Arbeitszeugnissen und Bewerbungsunterlagen in mehreren Sprachen. 2001 wurde er an der Universität Siegen in Sprach- und Medienwissenschaften bei Karl Ludwig Pfeiffer zum Dr. phil. promoviert.
Knobbe war angestellter Berater bei PMM, dem damaligen Personalberatungsarm von KPMG. Er ist Autor und Koautor mehrerer Studien, unter anderem mit der BMW Group, und daraus entstandener Fachbücher, von denen einige heute als Standardwerke gelten. Mit Björn Wechsel führte er die erste Studie zur Betrachtung der Einkaufspräferenzen von Hidden Champion-Unternehmen durch. Seit dem Sommersemester 2023 ist er Honorardozent an der IU Internationale Hochschule, Campus Dortmund.
Knobbe gilt als Spezialist für Arbeitszeugnisse und wurde zu beruflichen Fragen in Print- und Onlinemedien interviewt.

## Schriften (Auswahl)
- Linguistische Aspekte der Sportberichterstattung in der britischen Boulevardpresse. Reihe Massenmedien und Kommunikation (MuK) 107/108. universi – Universitätsverlag Siegen, 1997, DNB 951529463
- mit Dietmar Baltes, Jens Büsing, Irina Janko, Ute Wondol: Kernkompetenzen für Ihren Erfolg. Was im Job wirklich zählt. MVG Verlag, Landsberg am Lech 1999, ISBN 3478726301.
- Spektakel Spitzensport. Der Moloch aus Stars, Rekorden, Doping, Medienwahn, Sponsorenmacht. Lit-Verlag, Münster [u. a.] 2000, ISBN 3-8258-5061-7; zugl. Dissertation Universität Siegen (urn:nbn:de:hbz:467-1263).
- mit Mario Leis: Arbeitszeugnisse. Geheimcodes entschlüsseln; perfekt formulieren. Gräfe und Unzer, München 2002, ISBN 3-7742-3603-8.
- mit Mario Leis, Karsten Umnuß: Arbeitszeugnisse für Führungskräfte qualifiziert gestalten und bewerten. Haufe, Freiburg i. Br. [u. a.] 2003,  8. Aufl. u.d.T.: Arbeitszeugnisse für Führungskräfte. Mit Mustervorlagen und Textbausteinen. Haufe, 2022, ISBN 978-3-648-15846-3.
- mit Mario Leis, Karsten Umnuß: Arbeitszeugnisse. Textbausteine und Tätigkeitsbeschreibunge. Haufe, Freiburg i. Br. [u. a.] 2005, ISBN 3-448-06516-1; 10. Aufl. 2023.
- Gipfelstürmer. Topberater zeigen den Weg zum beruflichen Erfolg. Haufe, Freiburg i. Br. [u. a.] 2010, ISBN 978-3-648-00299-5.
- mit Björn Wechsel: Marktgewinner durch neue Kundenexzellenz. Wie die Digitalisierung zentrale Schnittstellen neu definiert. Business Insights by Haufe, Freiburg 2017, ISBN 978-3-7451-0076-1.
- Verantwortung führt! Ein neues Führungsverständnis für die moderne Arbeitswelt. Haufe, Freiburg i. Br. [u. a.] 2024, ISBN 978-3-648-17656-6.